# Kurt Gerstenberg
Kurt Gerstenberg (* 23. Juli 1886 in Chemnitz; † 2. November 1968 in Würzburg) war ein deutscher Kunsthistoriker.

## Leben
Gerstenberg wurde 1886 in Chemnitz als Sohn eines Kaufmanns geboren. Er besuchte das Kaiser-Wilhelm-Gymnasium in Hannover und studierte 1905 bis 1912 in Berlin Kunstgeschichte. 1912 (andere Quellen: 1913 in Berlin) wurde er bei Heinrich Wölfflin in München promoviert, wobei er mit seiner Dissertation den Begriff Deutsche Sondergotik einführte, in der Annahme einer nationalen Abgrenzung. Dies gilt auch für seine Künstlerbiographien.
Einer Assistenz am Kunsthistorischen Institut der Universität München von 1912 bis 1914 folgte die Einberufung zum Kriegsdienst. 1919 habilitierte sich Gerstenberg an der Universität Halle; die Habilitationsschrift trug den Titel Claude Lorrain und die Typen der idealen Landschaftsmalerei. Im Anschluss an einen Lehrauftrag 1921 lehrte er seit 1924 als außerordentlicher Professor in Halle, unterbrochen durch ein Intermezzo an der Universität Kiel, wo er von 1932 bis 1934 vertretungsweise einen Lehrstuhl innehatte.
Nach der „Machtergreifung“ der Nationalsozialisten trat er zum 1. Mai 1933 der NSDAP bei (Mitgliedsnummer 2.784.120). Gerstenberg kehrte 1934 nach Halle zurück, wo er bis 1937 (andere Quellen: 1937 bis 1940) lehrte. Anschließend war er bis zu seiner Entlassung 1945 ordentlicher Professor an der Universität Würzburg.
1949 wurde Gerstenberg wieder eingestellt und lehrte bis 1954 als Professor für Mittlere und Neuere Kunstgeschichte in Würzburg.
Kurt Gerstenbergs schriftlicher Nachlass befindet sich im Deutschen Kunstarchiv im Germanischen Nationalmuseum in Nürnberg.

## Veröffentlichungen (Auswahl)
- Die ideale Landschaftsmalerei. Ihre Begründung und Vollendung in Rom. Niemeyer, Halle 1923.

- Hans Multscher. Insel-Verlag, Leipzig 1928.

- als Autor der Einleitung: Claude Lorrain. Landschaftszeichnungen. Woldemar Klein, Baden-Baden 1952.
- Kunst der Neuzeit. In: Die Auskunft. Eine Sammlung lexikalisch geordneter Nachschlagebüchlein über alle Zweige von Wissenschaft, Kunst und Technikt unter Mitarbeit erster Fachleute […]. Frankfurt am Main 1920–1931, Heft 4.
- Tilmann Riemenschneider. 4. Aufl. Bruckmann, München 1955.
- Diego Velazquez. Deutscher Kunstverlag, München 1957.
- Die deutschen Baumeisterbildnisse des Mittelalters, Berlin 1966.
- Deutsche Sondergotik. Eine Untersuchung über das Wesen der deutschen Baukunst im späten Mittelalter. 2. Aufl. Wissenschaftliche Buchgesellschaft, Darmstadt 1969.